# Dysauxes abundans
Dysauxes abundans är en fjärilsart som beskrevs av Dannel 1933. Dysauxes abundans ingår i släktet Dysauxes och familjen björnspinnare. Inga underarter finns listade i Catalogue of Life.